# Sosor Dolok
Sosor Dolok is een bestuurslaag in het regentschap Samosir van de provincie Noord-Sumatra, Indonesië. Sosor Dolok telt 557 inwoners (volkstelling 2010).